# Gabrielle Carteris
Gabrielle Anne Carteris, född 2 januari 1961 i Scottsdale, Arizona, är en amerikansk skådespelare. Hon är mest känd för rollen som Andrea Zuckerman i Beverly Hills 90210 (1990–1995). Carteris har också lett en egen talkshow med namnet Gabrielle som dock lades ner efter en säsong.
Mellan 2016 och 2021 var hon ordförande för fackföreningen Sag-Aftra. Sedan 2021 är hon ordförande för den internationella fackliga ordganisationen Internationella Skådespelarfederationen.